# Vittorio Emanuele Bravetta
Vittorio Emanuele Bravetta (Livorno, 1º dicembre 1889 – Roma, 24 dicembre 1965) è stato un poeta, scrittore, giornalista e sceneggiatore italiano.

## Biografia
Figlio dell'ammiraglio Ettore e di Cleonice Bolchi, nacque in una famiglia di ferventi patrioti. Laureato in giurisprudenza, si dedicò inizialmente al giornalismo, dove iniziò  al quotidiano della sua città, Il Tirreno.
Nella sua attività di cronista, Bravetta fu protagonista di un giornalismo militante in difesa della causa nazionalista, così anche da poeta, componendo alcune raccolte di poesie di stampo patriottico come La canzone sabauda, I canti della forza e la tragedia Colonna rostrata, tutti e tre pubblicati nel 1911.
Trasferitosi a Torino, collaborò con la Gazzetta del Popolo, e fu assunto come direttore artistico e soggettista dalla casa cinematografica Ambrosio Film, dove ebbe inizio la sua carriera di sceneggiatore di diversi film del cinema muto, primo fra tutti I mille del 1912.
Chiamato alle armi dopo l'ingresso dell'Italia nella Grande Guerra, al termine del conflitto compose Ali e bandiere (1918), raccolta di versi nati dalle esperienze belliche vissute dall'autore, dove vengono glorificate le imprese dei soldati italiani.
Riprese la sua attività giornalistica e lavorò per diverse testate, come Il Secolo XIX di Genova (dove fu pure capo redattore) e La Tribuna di Roma, e scrisse numerosi romanzi e racconti di carattere educativo destinati alla gioventù e con intenti patriottici, come La crociera della nave eterna (1928), La signorina d'Artagnan (1929), Il bimbo che si svegliò gigante (1930).
Aderì al Fascismo, e perciò Bravetta fu l'autore dei testi di molti inni fascisti, come Fischia il sasso, il Canto dei fanciulli fascisti (1927),  l''Inno degli universitari fascisti ("Siamo fiaccole di vita" - 1927),  l'Inno dei giovani fascisti ("Fuoco di Vesta", 1927), l'Inno della Somalia Italiana  (1927), della Marcia delle Legioni (1927), de Il Decennale (1932), Etiopia (1936), Inno dell'Italia imperiale, Mediterraneo, Adesso viene il bello (1940), tutti musicati dal compositore Giuseppe Blanc.
Nel corso degli anni trenta, diresse la collana I Condottieri edita da Paravia, scrisse e pubblicò diversi romanzi biografici come Giovanni dalle Bande Nere (1932) dedicato al celebre condottiero. Inoltre, divenne capo redattore del Radiocorriere TV e fece pubblicare il romanzo La bestia rossa (1937), ambientato nel periodo del Biennio rosso.
Negli anni quaranta assunse la direzione della Sezione letteraria della Jandi Sapi, a cui collaborò anche nel dopoguerra. Tra le sue pubblicazioni più rilevanti di quel periodo spiccò il romanzo dal titolo Il «Cuore» non invecchia del 1947, una sorta di seguito - a distanza di quasi sessant'anni - del libro Cuore di De Amicis, il cui testo è caratterizzato da elementi patriottici e violenti.

## Opere

### Poesie
- I canti del mare - Roma, tip. La Speranza (1908)
- Odi e canzoni - Torino, Gallizio (1910)
- La canzone sabauda - Torino, Editrice subalpina (1911)
- I canti della forza - Terni, L'Umbria sportiva (1911)
- Ali e bandiere - Milano, Varietas (1918)
- Gli amori del vento - Genova, Stab. grafico editoriale (1922)
- Il mistero degli undici volti: canzoni di guerra e novelle eroiche - Torino, Alberto Giani editore (1923)
- " I cavalli del sole" - I Quaderni di "Il Pensiero" Collana diretta da Nino Galimberti - Bergamo (1927)
- Ho salvato l'amore - Collana "Poeti d'oggi" - Gastaldi Editore - 1952
- La giostra dei dodici mesi - Roma, Nosside, (1958)

### Romanzi e monografie
leggende e superstizioni del mare
- Colonna Rostrata - Roma, Cromo-tipografia Mundus (1911)
- Tranquillino dopo la guerra vuol creare il mondo nuovo ... - Milano, Treves (1911)
- Fede, speranza, carità - Torino, Alberto Giani editore (1923)
- La corona del Re - Milano, L'Eroica (1925)
- L'elefante azzurro - Torino (1926)
- I cavalli del sole - Bergamo, Il Pensiero (1927)
- Il mare di Roma - Firenze, Bemporad (1927)
- La mummia in fondo al mare - Torino, Paravia (1928)
- II martirio di Venere - Roma, Maglione (1928)
- Naga - Milano, L'Eroica (1928)
- La crociera della nave eterna - Milano, L'Eroica (1928)
- La signorina d'Artagnan - Milano, Vallardi (1929)
- Il bimbo che si svegliò gigante - Torino, Società Editrice Internazionale (1930)
- Le navi di Nemi - Palermo, Sandron (1930)
- I frati sulla rupe - Firenze, La Cavalcata (1930)
- Le campane del pianeta morto - Torino, Cosmpolita (1930)
- I figli del sole - Torino, Paravia (1930)
- Il Mistero del popolo errante - Torino, Paravia (1931)
- Giovanni delle Bande Nere - Torino, Paravia (1932)
- Muzio Attendolo Sforza - Torino, Paravia (1933)
- Arse verse (Allontana il fuoco!) - Torino, Paravia (1935)
- La favorita senza macchia - Milano, Sonzogno (1936)
- Il barbaro sulla colonna - Milano, Sonzogno (1937)
- La vita di Umberto Cagni - Milano, Sonzogno (1937)
- La bestia rossa - Milano, Casa Editrice Oberdan Zucchi (1937)
- Lucullo - Milano, Corbaccio (1938)
- Gran Pavese - Milano, Corbaccio (1938)
- Il battesimo del serpente - Milano, Vallardi (1938)
- L'uomo che smarrì la croce - Roma, Anonima Verità editore (1939)
- La Corrida del Diavolo - Roma, Anonima Verità Editore (1940)
- L'isola degli smeraldi - Torino, Casa editrice ABC (1940)
- Zenobia - Torino, Casa editrice ABC (1940)
- Colui che a tutto il mondo fe' paura - Firenze, Salani (1942)
- Marinai d'Italia - Milano, ISPI (1942)
- Dove sono i 99 mozzi? - Roma, Anonima Verità Editore (1943)
- II Cantico del Sole di S. Francesco d'Assisi - Roma, Anonima Verità Editore (1947)
- Il «Cuore» non invecchia - Milano-Roma-Catania, la Navicella (1947)
- Conforto ad un crepuscolo -  Roma, Il sentiero dell'arte (1949)
- Umanità degli Italiani (a cura dell'Associazione nazionale grandi invalidi di guerra) - Roma, Pozzo (1952)
- Il conte rosso (Amedeo VII) - Torino, Casa Editrice F.E.R.T. (1953)
- Alto mare: piccola storia della navigazione - Torino, Società Editrice Internazionale (1955)
- I pirati del Mediterraneo - Bologna, Malipiero (1958)
- Il corsaro del Mediterraneo - Torino, Società Editrice Internazionale (1960)
- Il sole dorme - Padova, Rebellato (1961)
- Un satellite a Venere - Biella, Sandro Maria Rosso Editore (1966)

## Filmografia parziale
- I mille, regia di Alberto Degli Abbati (1912) - sceneggiatura
- L'ultimo cavaliere, regia di Alberto Traversa (1915) - sceneggiatura
- La maschera dell'eroe, regia di Vittorio Rossi Pianelli (1915) - sceneggiatura
- La maschera di Venere, regia di Telemaco Ruggeri (1919) - soggetto
- Umanità, regia di Elvira Giallanella (1919) - sceneggiatura
- Zavorra umana, regia di Gustavo Zaremba de Jaracewski (1919) - soggetto
- Cipria e sangue, regia di Vittorio Tettoni (1921) - soggetto
- Scherzando con la morte, regia di Federico Elvezi (1921) - soggetto e sceneggiatura
- Odio nei secoli, regia di Franceschino De Rosa (1921) - sceneggiatura
- Onda sanguigna, regia di Gian Paolo Rosmino (1921) - sceneggiatura